# Brioni
Ne doit pas être confondu avec Archipel de Brioni.
Brioni, fondée en 1945 à Rome par Nazareno Fonticoli et Gaetano Savini, est une entreprise de mode de luxe italienne spécialisée dans le prêt-à-porter et les accessoires  pour homme. L'entreprise offre également un service de costumes sur-mesure. Son siège se trouve à Penne, dans les Abruzzes.
Brioni fait partie du groupe Kering depuis 2011. Medhi Benabadji est directeur général de Brioni depuis 2019, et Norbert Stumpfl directeur créatif depuis 2018.

## Histoire

### Débuts
En 1945, le maître-tailleur Nazareno Fonticoli et l'entrepreneur Gaetano Savini ouvrent le premier magasin Brioni, un tailleur de costumes pour hommes sur-mesure, au 79 Via Barberini, à Rome. Son nom fait référence à l'archipel des Brijuni, une destination de vacances pour la jet-set européenne du début du XXe siècle qui fait désormais partie de la Croatie.
À l’époque, le tailleur se distingue parmi les entreprises de vêtements pour hommes par son emploi de couleurs audacieuses, de matériaux sophistiqués et légers, et avec des nouvelles silhouettes masculines plus raffinées. En 1952, Brioni organise le premier défilé de vêtements pour homme de l'histoire moderne de la mode dans la Sala Bianca au Palais Pitti à Florence, lieu de naissance de la "Peacock Revolution" des années 1960.
À la même époque, Brioni crée les journées malles ouvertes (trunk shows) où les tailleurs présentent leurs collections directement en boutique pendant que les clients ont l'option de personnaliser leurs vêtements sur-mesure. Les produits Brioni sont distribués aux États-Unis depuis les années 1950. Après un premier défilé à New York en 1954, la marque présente ses garde-robes dans huit autres villes américaines. Plusieurs acteurs du cinéma américain des années 1950, dont Clark Gable, John Wayne et Cary Grant, portent des costumes Brioni à Hollywood,.
En 1959, Brioni inaugure son usine de confection « style romain Brioni », à Penne, dans les Abruzzes, présentant le concept de « prêt-à-couture »,.

### Expansion
En 1985, Brioni ouvre un magasin à New York dans le Fisher Building de la 52e Rue, ainsi que sa propre école de couture à Penne dans le but d'enseigner la méthode de conception vestimentaire spécifique à Brioni.
En 1990, Umberto Angeloni est nommé PDG de Brioni. Il est chargé de diversifier les produits de la marque. Il introduit une ligne d'accessoires, des vêtements sportifs et une ligne pour femmes (Lady Brioni),. En 2001, Brioni gère 13 boutiques contre 5 en 1995. Ayant repris la direction générale de Brioni, Andrea Perrone nomme Alessandro Dell’Acqua directeur créatif de la collection pour femmes en mai 2010, mais celle-ci est abandonnée l'année suivante. En 2007, Brioni conclut un partenariat avec le Royal College of Art de Londres pour former des maîtres tailleurs. Ce partenariat s'achève en 2019.
En 2006, Umberto Angeloni est remplacé par un comité directeur composé de trois personnes : Antonella de Simone, Andrea Perrone et Antonio Bianchini. En juin 2007, Umberto Angeloni et son épouse vendent leur participation de 17 % dans l'entreprise. Brioni est frappée par la crise financière de 2008 mais maintient sa production en Italie.

### Nouvelle maison Brioni
En 2011, le groupe de luxe français PPR (rebaptisé Kering en 2013) rachète Brioni. Francesco Pesci, employé de l'entreprise depuis 1994, est nommé directeur général. En juillet 2012, Brendan Mullane accède à la direction créative de la griffe italienne. Dans ses collections, il introduit des tenues en soie, des tissus peints à la main, et des vestes inspirées des kimonos.
En novembre 2014, Gianluca Flore devient directeur général de Brioni. Justin O'Shea est nommé directeur créatif en mars 2016 mais quitte la maison six mois après sa nomination. En mars 2017, Fabrizio Malverdi est nommé directeur général de Brioni. Il nomme Nina-Maria Nitsche directrice de la création, chargée de revitaliser Brioni. Le costume Primo, une réinterprétation contemporaine des tenues emblématiques de la marque, est introduit pendant cette période. Au style élégant mais toujours trop timide pour les besoins du tailleur, Nina-Maria Nitsche quitte Brioni en juillet 2018.
En octobre 2018, le designer autrichien Norbert Stumpfl est nommé directeur créatif de Brioni. Il introduit une collection aux airs décontractés, plus légère que les modèles de costumes emblématiques de la maison. Ses créations sont confectionnées avec des tissus somptueux et aux couleurs fraîches, mettant en avant le cachemire, la soie, l’alpaga et le daim,. En 2019, Brioni lance son parfum Eau de Parfum. En décembre 2019, Medhi Benabadji est nommé directeur général de Brioni.

## Description
Basée à Rome, Brioni conçoit, développe et fabrique des vêtements pour hommes. La maison de luxe se spécialise dans les costumes sur mesure (Bespoke) ainsi que dans le prêt-à-porter, la maroquinerie, les chaussures, des lunettes et les parfums. En 2020, Brioni exploite près de 30 boutiques et compte avec un effectif de 1 100 salariés.
Brioni gère sa propre école de couture, la Scuola superiore di sartoria Nazareno Fonticoli, depuis 1985. L'école se situe à proximité de l'usine Brioni à Penne, en Italie. Près de 200 tailleurs et contrôleurs qualité participent à la fabrication d'un costume Brioni. Chaque tenue sur mesure est confectionnée avec environ 12 000 points de couture dont 17 % sont visibles. Les vêtements sont allongés à la vapeur 80 fois pour allonger le tissu.
Brioni engage des acteurs emblématiques de cinéma pour représenter sa marque. Par le biais de la campagne publicitaire « Tailoring Legends » la marque a recruté Samuel L. Jackson et Anthony Hopkins en 2017, Harvey Keitel et Pierce Brosnan en 2018, et Brad Pitt en 2020.

## Direction

### Directeurs généraux
- 1990-2006 : Umberto Angeloni
- 2009-2010 : Andrea Perrone
- 2011-2014 : Francesco Pesci
- 2014-2017 : Gianluca Flore
- 2017-2019 : Fabrizio Malverdi
- Depuis 2019 : Medhi Benabadji

### Directeurs créatifs
- 2012-2016 : Brendan Mullane
- 2016 : Justin O'Shea
- 2017-2018 : Nina-Maria Nitsche
- Depuis 2018 : Norbert Stumpfl

## Dans la culture populaire
Au cinéma, Brioni habille Pierce Brosnan dans tous ses films de James Bond, et Daniel Craig pour le même rôle dans Casino Royale (2006),. Dans le film American Psycho (2000), le personnage de Patrick Bateman, joué par Christian Bale, porte une cravate Brioni.